# Emmelbaum
Emmelbaum ist eine Ortsgemeinde im Eifelkreis Bitburg-Prüm in Rheinland-Pfalz. Sie gehört der Verbandsgemeinde Südeifel an.

## Geographie
Emmelbaum liegt auf der Arzfelder Hochfläche in der Westeifel. Zur Gemeinde gehören auch die Wohnplätze Haus Schmitz / Haus Kaufmann, Sachsenhauserhof und Windhof (Wallenbornerhof).
Nachbarorte von Emmelbaum sind die Ortsgemeinden Arzfeld (Ortsteil Neurath) im Norden, Heilbach im Osten, Ammeldingen bei Neuerburg im Südosten, Zweifelscheid im Süden und Jucken im Westen.

## Geschichte
Der Ort wurde 1477 erstmals als Emmelbende urkundlich erwähnt. Weitere schriftliche Quellen sprechen 1570 von Emmelbem und 1664 von Emmelbein.
Bis Ende des 18. Jahrhunderts gehörte der Ort zur Herrschaft Neuerburg im Herzogtum Luxemburg und war der Verwaltung der Meierei Koxhausen-Leimbach unterstellt.
Im Jahr 1794 hatten französische Revolutionstruppen die Österreichischen Niederlande, zu denen das Herzogtum Luxemburg gehörte, besetzt und im Oktober 1795 annektiert. Von 1795 bis 1814 wurde der Ort der Mairie Olmscheid im Kanton Arzfeld des Arrondissements Bitburg im Departement der Wälder zugeordnet.
Nach der Niederlage Napoleons wurde das ehemals luxemburgische Gebiet östlich der Sauer und der Our auf dem Wiener Kongress im Jahr 1815 dem Königreich Preußen zugeordnet. Damit kam die Gemeinde Emmelbaum 1816 zum Kreis Bitburg im Regierungsbezirk Trier in der Provinz Großherzogtum Niederrhein, die 1822 in der preußischen Rheinprovinz aufging. Emmelbaum wurde von der Bürgermeisterei Ammeldingen verwaltet, die 1860 in die Bürgermeisterei Neuerburg-Land aufging.
1872 wurde Emmelbaum durch einen Brand fast vollständig zerstört, nur ein Haus blieb verschont. Nach dem Ersten Weltkrieg zeitweise französisch besetzt und nach dem Zweiten Weltkrieg der französischen Besatzungszone zugeordnet, ist der Ort seit 1946 Teil des damals neu gebildeten Landes Rheinland-Pfalz.
Bevölkerungsentwicklung
Die Entwicklung der Einwohnerzahl von Emmelbaum, die Werte von 1871 bis 1987 beruhen auf Volkszählungen:
| Jahr | Einwohner |
| ---- | --------- |
| 1815 | 24        |
| 1835 | 38        |
| 1871 | 58        |
| 1905 | 89        |
| 1939 | 81        |
| 1950 | 68        |
| 1961 | 71        |

| Jahr | Einwohner |
| ---- | --------- |
| 1970 | 84        |
| 1987 | 88        |
| 1997 | 81        |
| 2005 | 75        |
| 2011 | 79        |
| 2017 | 70        |
| 2023 | 83        |

## Politik

### Gemeinderat
Der Gemeinderat in Emmelbaum besteht aus sechs Ratsmitgliedern, die bei der Kommunalwahl am 9. Juni 2024 in einer Mehrheitswahl gewählt wurden, und dem ehrenamtlichen Ortsbürgermeister als Vorsitzendem.

### Bürgermeister
Anton Moos wurde am 8. Juli 2024 Ortsbürgermeister von Emmelbaum, nachdem er bereits seit Oktober 2023 als Erster Beigeordneter die Amtsgeschäfte geführt hatte. Da für die Direktwahl am 9. Juni 2024 kein Wahlvorschlag eingereicht worden war, oblag die Neuwahl des Bürgermeisters gemäß rheinland-pfälzischer Gemeindeordnung dem Rat der Gemeinde, der sich auf seiner konstituierenden Sitzung für Anton Moos entschied.
Der Vorgänger von Anton Moos, Manfred Schreiber, hatte das Amt 1989 übernommen. Zuletzt bei der Direktwahl am 26. Mai 2019 war er mit einem Stimmenanteil von 93,48 % für weitere fünf Jahre in seinem Amt bestätigt worden. Am 6. Oktober 2023 verstarb Manfred Schreiber im Amt.

### Wappen
| Wappen von Emmelbaum | Blasonierung: „Unter blau über silber durch Zinnenschnitt geteiltem Schildhaupt, drei silberne Zinnen bildend, rot, vorn silberne Windmühle, hinten über silbernen gekreuzten Schlüsseln, Bärte abwärtsgewendet, abgeschnittener silberner Pferdekopf.“ |
| Wappen von Emmelbaum | Wappenbegründung: Die drei silbernen Zinnen stehen für die drei Gemeindeteile Emmelbaums, den Hauptort in der Mitte sowie die beiden Gehöfte Sachsenhauserhof und Wallenbornerhof. Der blaue Grund verweist auf die ehemalige Zugehörigkeit der Gemeinde zum Kanton Arzfeld im Departement der Wälder. Am höchsten geografischen Punkt der Gemarkung befand sich einst eine Windmühle, die rechts im Schild dargestellt wird. Der Pferdekopf ist das Zeichen des Stammesherzogtums Sachsens. Es symbolisiert die einer Sage nach während der karolingischen Sachsenverfolgungen des 8. Jahrhunderts erfolgte Zwangsumsiedlung von sächsischen Bürgern in den heute noch gleichnamigen Sachsenhauserhof, der damals eine eigene Ortschaft Sachsenhausen (Saxenhausen) bildete. Die beiden gekreuzten Petrusschlüssel verweisen auf die Zugehörigkeit Emmelbaums zum Bistum Trier. Das Wappen der Ortsgemeinde Emmelbaum wurde am 8. August 2017 vom damaligen Landrat des Eifelkreises Bitburg-Prüm, Joachim Streit, verliehen. |

## Kultur und Sehenswürdigkeiten
- Dorfkapelle an der Hauptstraße 8
- Die örtliche Kirmes findet am Sonntag nach dem 15. Mai statt.

## Wirtschaft und Infrastruktur

### Wirtschaft
Von den ehemals zehn Vollerwerbslandwirten im Ort ist kein Betrieb übrig geblieben, lediglich ein Pferdehalter ist noch ansässig. Stattdessen haben sich mit einem Malerbetrieb, einer Tierphysiotherapie und einer Firma für Straßenmarkierungsarbeiten drei Gewerbebetriebe angesiedelt.

### Verkehr
Emmelbaum liegt an der Kreisstraße 58 zwischen Arzfeld im Norden und Zweifelscheid im Süden.